# Woszczyneczka wielkopora
Woszczyneczka wielkopora (Ceriporiopsis subvermispora (Pilát) Gilb. & Ryvarden) – gatunek grzybów z rzędu żagwiowców (Polyporales).

## Systematyka i nazewnictwo
Pozycja w klasyfikacji według Index Fungorum: Ceriporiopsis, Meruliaceae, Polyporales, Incertae sedis, Agaricomycetes, Agaricomycotina, Basidiomycota, Fungi.
Po raz pierwszy opisał go w 1940 roku Albert Pilát, nadając mu nazwę Poria subvermispora. Obecną, uznaną przez Index Fungorum nazwę, nadali mu Robert Lee Gilbertson i Leif Ryvarden w 1985 r. Pozostałe synonimy:
- Fibuloporia subvermispora (Pilát) Domański 1969
- Gelatoporia subvermispora (Pilát) Niemelä 1985
- Poria subvermispora Pilát 1940
- Spongiporus subvermisporus (Pilát) Ryvarden & Gilb. 1984
- Tyromyces subvermisporus (Pilát) Ryvarden 1973

Polską nazwę zaproponował Władysław Wojewoda w 2003 r.

## Morfologia
Owocnik
Poliporoidalny, roczny, rozpostarty, rozproszony, o grubości do 3 mm. Młode okazy miękkie i mięsiste, w eksykatach kruche. Brzeg wąski, biały, drobno włókienkowaty. Powierzchnia hymenialna biała do jasnokremowej, pory kanciaste, 2-4 na mm. z cienkimi przegrodami. Subikulum białe, u młodych okazów miękkie, u starych twarde, często z gęstymi chrzęstnymi lub żywicznymi strefami. Warstwa rurek biała, krucha, o grubości do 2 mm.
Cechy mikroskopowe
System strzępkowy monomityczny. Strzępki generatywne w subikulum ze sprzążkami, bezbarwne, cienkościenne, o średnicy 2,5–5 µm, w tramie i subhymenium podobne, ale nieco węższe. Strzępki na krawędziach ostrzy rurek (dissepiment) z charakterystycznymi wierzchołkowymi skupiskami kryształów, które mogą również występować w innych miejscach tych strzępek. W hymenium brak cystyd i innych płonnych elementów. Podstawki maczugowate, 4–sterygmowe, 12–18 × 4–5 µm, ze sprzążką w podstawie. Bazydiospory alantoidalne, szkliste, gładkie, nieamyloidalne, 4,5–5,5(–6) × 1–1,5 µm.

## Występowanie i siedlisko
Występuje na wszystkich kontynentach poza Antarktydą. Najwięcej stanowisk podano w Europie, gdzie występuje na całym obszarze z wyjątkiem jej południowo-wschodnich regionów. W Polsce do 2003 r. podano jedno tylko stanowisko, ale w późniejszych latach podano wiele nowych. Na Czerwonej liście roślin i grzybów Polski ma status E – gatunek wymierający, którego przeżycie jest mało prawdopodobne, jeśli nadal będą działać czynniki zagrożenia.
Nadrzewny grzyb saprotroficzny. Występuje w naturalnych lasach na martwym drewnie drzew iglastych. W Polsce notowana na świerku, w Europie również na świerkach, ale w Ameryce Północnej zgłaszany także na innych drzewach iglastych oraz na klonach, topolach i dębach. Powoduje białą zgniliznę drewna.